# Руссув
Руссув (пол. Russów) — село в Польщі, у гміні Желязкув Каліського повіту Великопольського воєводства.
Населення — 461 особа (2011).
У 1975-1998 роках село належало до Каліського воєводства.

## Демографія
Демографічна структура станом на 31 березня 2011 року:
|          | Загалом | Допрацездатний вік | Працездатний вік | Постпрацездатний вік |
| -------- | ------- | ------------------ | ---------------- | -------------------- |
| Чоловіки | 232     | 55                 | 159              | 18                   |
| Жінки    | 229     | 42                 | 143              | 44                   |
| Разом    | 461     | 97                 | 302              | 62                   |